# Hynobius okiensis
Espèce
Statut de conservation UICN

 CR B2ab(iii) : 
En danger critique
Hynobius okiensis est une espèce d'urodèles de la famille des Hynobiidae.

## Répartition
Cette espèce est endémique du Japon. Elle se rencontre sur l'île Dōgo dans les îles Oki.

## Description
Hynobius okiensis mesure de 71 à 73 mm sans la queue et de 121 à 133 mm de longueur totale.

## Étymologie
Son nom d'espèce, composé de oki et du suffixe latin -ensis, « qui vit dans, qui habite », lui a été donné en référence au lieu de sa découverte, les îles Oki.

## Publication originale
- Satō, 1940 : Regarding salamanders of Oki. (隠岐の山椒魚について.) Zoological Magazine, Tokyo, vol. 52, p. 298-309.